# Eric Scott
Eric Scott Magat (Los Ángeles, California, 20 de octubre de 1958) es un actor y empresario estadounidense, más conocido por su papel como Benjamin Walton en la serie The Waltons.

## Biografía
Estuvo casado con la actriz Karey Louis. Su segundo matrimonio fue con Theressa Fargo, con quien tuvo a Ashley. Theresa murió de Leucemia aguda el 5 de noviembre de 1992, no mucho después del nacimiento de su hija. Había desarrollado la enfermedad durante el embarazo.
En marzo de 2001, Scott se casó con Cynthia Ullman Wolfen, con quien tuvo 2 hijos, Emma nacida en 2001, y el más pequeño en 2004.
Actualmente, Scott es dueño de Chase Messengers, un servicio de entrega de paquetes, en Sherman Oaks, CA. Este trabajo lo llevaría a retirarse de la actuación en 2011. 

## Filmografía
- The Homecoming: A Christmas Story (1971)
- Medical Center (1971)
- Bewitched (1971)
- The Waltons (1971–1981)
- Which Mother Is Mine? (1979)
- Family Feud (1979)
- The Loch Ness Horror (1981)
- A Day for Thanks on Walton's Mountain (1982)
- Mother's Day on Waltons Mountain (1982)
- A Wedding on Walton's Mountain (1982)
- The Fall Guy (1985)
- A Walton Thanksgiving Reunion (1993)
- A Walton Wedding (1995)
- Defying Gravity (1997)
- A Walton Easter (1997)
- TV total (2004)